# ویلیام مک‌دوگال
ویلیام مک دوگال (انگلیسی: William McDougall؛ ۲۲ ژوئن ۱۸۷۱ – ۲۸ نوامبر ۱۹۳۸ (۶۷ ساله)) روان‌شناسی اهل بریتانیا بود. او دوره‌های کاری خود را در انگلستان و ایالات متحده سپری کرد. او تعدادی از کتاب‌های درسی بسیار مهم را نوشته و در توسعه نظریه غریزه و روانشناسی اجتماعی در جهان انگلیسی زبان بسیار تاثیرگذار بود.
وی همچنین برندهٔ جوایزی همچون همکار انجمن سلطنتی شده‌است.

## هورمیک
هورمیک (به انگلیسی: Hormic) از لفظ یونانی «Horme» مشتق شده‌است و به معنی کارایی است.
ویلیام مک دوگال آن را به نیرو و توان عقلی و در روش روان‌شناسی خود موسوم به روان‌شناسی قصدی به کار برده‌است.
بنا بر این کارایی به معنی قدرت دفع و راندن است که از روی غریزه انسان را به طرف هدف می‌کشاند.
نیروی کارایی، نیرویی است مخصوص نشاط و فعالیت از روی قصد و نیرویی است که هدف را برای خود آن می‌خواهد نه برای لذت و نفعی که در آن است.